# Jumping All Over The World Tour
A Jumping All Over The World Tour a Scooter előző évben megjelent lemezének a Jumping All Over The World-nek az anyagára épített. A több tucatnyi helyszín között megtalálhatóak a világ számos pontjának helyei is. A turnénak több érdekessége is van. Először is, mivel a jumpstyle stílusra nagyban építettek, ezért a fellépések során egy ötfős tánccsoport, a Sheffield Jumpers szolgáltatta nekik a kíséretet. Másodjára az is elmondható, hogy az album számain túl újabb szerzeményekkel is megismerkedhettünk: az I’m Lonely új verzióját itt hallhattuk először, valamint felbukkant egy tisztán instrumentális jellegű szám, melyre a Sheffield Jumpers gitárral a kezében táncolt: ez volt a Status Quo-féle Whatever You Want, mely annyira népszerű lett, hogy egy újabb változatát végül kislemezen is kihozták Jump That Rock!).
A turné maga négy részből állt. Nagy-Britanniában éppen 2008 elején indult el a Clubland TV, és a reklám céljából meghívták a Scootert egy Clubland turnéra, ahol többek között a Cascada is fellépett. Ezután jöttek a már előző évben is beígért bulihelyszínek, kisebb módosításokkal. A nagy sikerre való tekintettel azonban a turné újabb állomásokkal gazdagodott nyár végén és decemberben, valamint késő ősszel ismét Angliában kötöttek ki. Mivel a Jumping All Over The World Angliában aranylemez lett, és rögtön az első héten a lemezeladási lista élén nyitott, lekörözve Madonnát is, kézenfekvő volt egy Clubland Tour 2 elindítása.

## Dalok listája
Mivel a nóták menet közben is változtak itt-ott, ezért a legáltalánosabban előforduló dalsorrend következik itt (forrás: shefftunes.tk).
1. Intro: Tiesto - Ten Seconds Before Sunrise, Carmina Burana - O Fortuna + L.A. Style - James Brown Is Dead (részlet)
2. Call Me Mañana
3. Jumping All Over The World
4. The Question Is What Is The Question
5. I’m Raving
6. Weekend!
7. And No Matches
8. Whatever You Want (később Jump That Rock!)
9. Jumpstyle Medley: Lighten Up The Sky + Jumping Project - The Whistle Song + Cambodia + Enola Gay
10. Ramp! (The Logical Song)
11. Fuck the Millennium
12. Nessaja
13. How Much Is The Fish? (új koncertváltozatban)
14. I’m Lonely
15. One (Always Hardcore)
16. Jigga Jigga!
17. Maria (I Like It Loud)
18. Hyper Hyper

## Helyszínek

### Clubland Tour
A turné összes helyszíne Nagy-Britanniában van.
- Belfast (2008. március 6.)
- Aberdeen (2008. március 7.)
- Newcastle (2008. március 8.)
- London (2008. március 12.)
- Birmingham (2008. március 13.)
- Manchester (2008. március 14.)
- Glasgow (2008. március 15.)
- Belfast (2008. november 27.)
- Aberdeen (2008. november 28.)
- Glasgow (2008. november 29.)
- Newcastle (2008. november 30.)
- Sheffield (2008. december 2.)
- Birmingham (2008. december 3.)
- Manchester (2008. december 4.)
- Hull (2008. december 5.)

### JAOTW Tour
- Karlsruhe, Németország (2008. március 27.)
- Drezda, Németország (2008. március 28.)
- Lipcse, Németország (2008. március 29.)
- Bécs, Ausztria (2008. március 31.)
- München, Németország (2008. április 1.)
- Fürth, Németország (2008. április 2.)
- Zürich, Svájc (2008. április 3.)
- Hamburg, Németország (2008. április 5.)
- Berlin, Németország (2008. április 6.)
- Dortmund, Németország (2008. április 7.)
- Offenbach, Németország (2008. április 9.)
- Bréma, Németország (2008. április 10.)
- Magdeburg, Németország (2008. április 11.)
- Köln, Németország (2008. április 12.)
- Prága, Csehország (2008. május 28.)
- Berlin, Németország (2008. augusztus 1.) (DVD-felvétel készült róla)
- New York, Amerikai Egyesült Államok (2008. augusztus 15.)
- Hartford, Egyesült Államok (2008. augusztus 16.)
- Moszkva, Oroszország (2008. szeptember 26.)
- Düsseldorf, Németország (2008. december 18.)
- Bielefeld, Németország (2008. december 20.)